# Verhaftung von Trevor Reed
Trevor R. Reed (geboren 1991 oder 1992) ist ein Veteran des United States Marine Corps, der 2019 in Russland wegen Gewalt gegen einen russischen Polizisten verhaftet wurde. Später wurde er zu neun Jahren Gefängnis verurteilt.
Es wurde kritisiert, dass seine Verhaftung politisch motiviert sei. Nach seiner Verhaftung startete seine Familie eine öffentliche Kampagne, um seine Freilassung aus Russland zu erreichen.
Im April 2022 wurde Reed im Rahmen eines Gefangenenaustauschs freigelassen. Die erfolgreiche Lobbykampagne von Reeds Familie, die die US-Regierung unter Druck setzte, seine Freilassung aus Russland zu erreichen, war ein Wendepunkt für andere Familien, die zu Unrecht inhaftiert sind. Diese Familien gründeten die Kampagne „Bring Our Families Home“ und folgten der Strategie von Reeds Familie.

## Vorfall und Festnahme
Nach einer Party im Mai 2019 war Reed so stark betrunken, dass einige Freunde und seine Freundin Alina Tsybulnik beschlossen, zu gehen, damit Reed sich erholen konnte. Nachdem sie die Polizei gerufen hatten, weil sie davon ausgingen, dass eine Ausnüchterungszelle sicherer sei, nahmen zwei Beamte Reed fest und teilten Tsybulnik mit, dass er in Kürze abgeholt werden könne. Bei ihrer Ankunft stellte sie jedoch fest, dass Reeds Gesicht verletzt war und FSB-Beamte anwesend waren, um ihn zu befragen. Reed wurde gemäß Artikel 318 Teil 2 des russischen Strafgesetzbuchs angeklagt, der sich auf Gewalt gegen russische Offiziere bezieht. Nach Angaben der russischen Behörden griff Reed während der Fahrt zu einer Polizeiwache nach dem fahrenden Beamten, wodurch das Auto unkontrolliert ausscherte.

## Verurteilung
Am 30. Juli 2020 wurde Reed zu neun Jahren Haft in einem russischen Gefängnis verurteilt, zusätzlich zu der seit seiner Verhaftung im Vorjahr verbüßten Zeit. Die Reaktionen auf diese Nachricht waren schnell und heftig. Botschafter John J. Sullivan gab im Namen der US-Botschaft eine Erklärung ab, in der er sagte: „Heute wurde der US-Bürger Trevor Reed von einem russischen Gericht nach einem Prozess verurteilt, in dem die Argumente der Staatsanwaltschaft und die gegen ihn vorgelegten Beweise so absurd waren, dass sie im Gerichtssaal Gelächter hervorriefen. Sogar der Richter hat gelacht.“ Er versicherte, dass „wir nicht ruhen werden, bis Trevor freigelassen wird und in die Vereinigten Staaten zurückkehrt“.

## Freilassung
Am 27. April 2022 wurde Reed in einem Gefangenenaustausch gegen Konstantin Jaroschenko, einen wegen Drogenschmuggels verurteilten russischen Piloten, in die Vereinigten Staaten zurückgebracht. Nach seiner Rückkehr setzten er und seine Familie sich für die Rückführung von in Übersee inhaftierten Amerikanern ein.
Im Jahr 2023 schloss sich Reed dem ukrainischen Militär an, um gegen die russische Invasion in der Ukraine zu kämpfen. Im Juli wurde er durch ein Schrapnell einer Landmine verwundet und wurde nach dem Transport durch eine Nichtregierungsorganisation in Deutschland behandelt. Seine Entscheidung, sich als Kriegsfreiwilliger zu melden, und seine anschließende Verletzung führten zu einer „Verärgerung“ des Außenministeriums der Vereinigten Staaten, das Amerikanern davon abriet, in die Ukraine zu reisen oder dort zu dienen.

## Kritik
Sowohl Reed als auch seine Familie kritisierten heftig die Art und Weise, wie sich der Vorfall ereignete und die Anklagen folgten. Nach seiner Verurteilung sagte Reed: „Ich denke, jeder, der Augen und Ohren hat und in diesem Gerichtssaal war, weiß, dass ich nicht schuldig bin.“ Reeds Vater Joey Reed sagte: „Ich weiß nicht, auf welcher Ebene dies vorangetrieben wurde. Aber irgendwo hat jemand in der Regierung darauf gedrängt, dass Trevor Russland nicht verlässt. Das ist ganz offensichtlich. Es gibt keine Möglichkeit, dass irgendjemand, ob Russe oder Amerikaner, jemals für dieses Nichts verurteilt werden sollte.“
Laut Aussage von Tsybulnik war die Behauptung der Beamten, das Fahrzeug sei infolge von Reeds Angriff ins Schleudern geraten, falsch, und sie hat nie gesehen, dass das Fahrzeug ins Schleudern geriet, als sie ihnen zur Polizeistation folgte. Obwohl das Polizeifahrzeug und die Polizeistation mit Sicherheitskameras ausgestattet waren, wurden Reeds Verteidigern keine Aufnahmen des angeblichen Vorfalls zur Verfügung gestellt. Stattdessen behaupteten die russischen Behörden, dass das entsprechende Filmmaterial gelöscht worden sei.